# Александрос Займис
Александрос Займис (на гръцки: Αλέξανδρος Ζαΐμης) е гръцки политик. Бил е министър-председател на Гърция три пъти (1897–1899, 1901–1902, 1904–1906) и един път президент (1929–1935).